# Sphodromantis
Sphodromantis, é um gênero das mantis, da família dos Mantidae, da ordem das Mantodea. É originária da África.

## Espécies
Espécies incluídas:
| - Sphodromantis abessinica Sjöstedt, 1930 - Sphodromantis aethiopica La Greca & Lombardo, 1987 - Sphodromantis annobonensis Llorente, 1968 - Sphodromantis aurea Giglio-Tos, 1917 - Sphodromantis baccettii La Greca & Lombardo, 1987 - Sphodromantis balachowskyi La Greca, 1967 - Sphodromantis biocellata Werner, 1906 - Sphodromantis centralis Rehn, 1914 - Sphodromantis citernii Giglio-Tos, 1917 - Sphodromantis congica Beier, 1931 - Sphodromantis conspicua La Greca, 1967 - Sphodromantis elegans Sjöstedt, 1930 - Sphodromantis elongata La Greca, 1969 - Sphodromantis fenestrata Giglio-Tos, 1912 - Sphodromantis gastrica Stal, 1858 - Sphodromantis gestri Giglio-Tos, 1912 - Sphodromantis giubana La Greca & Lombardo, 1987 - Sphodromantis gracilicollis Beier, 1930 - Sphodromantis gracilis Lombardo, 1992 | - Sphodromantis hyalina La Greca, 1955 - Sphodromantis kersteni Gerstaecker, 1869 - Sphodromantis lagrecai Lombardo, 1990 - Sphodromantis lineola Burmeister, 1838 - Sphodromantis obscura Beier & Hocking, 1965 - Sphodromantis pachinota La Greca & Lombardo, 1987 - Sphodromantis pardii La Greca & Lombardo, 1987 - Sphodromantis pavonina La Greca, 1956 - Sphodromantis pupillata Bolivar, 1912 - Sphodromantis quinquecallosa Werner, 1916 - Sphodromantis royi La Greca, 1967 - Sphodromantis rubrostigma Werner, 1916 - Sphodromantis rudolfae Rehn, 1901 - Sphodromantis socotrana (Roy, 2010) - Sphodromantis splendida Hebard, 1920 - Sphodromantis stigmosa (Roy, 2010) - Sphodromantis tenuidentata Lombardo, 1992 - Sphodromantis transcaucasica Kirby, 1904 - Sphodromantis viridis Forskål, 1775 - Sphodromantis werneri (Roy, 2010) |